# Koszarzyska (Przysłop Witowski)

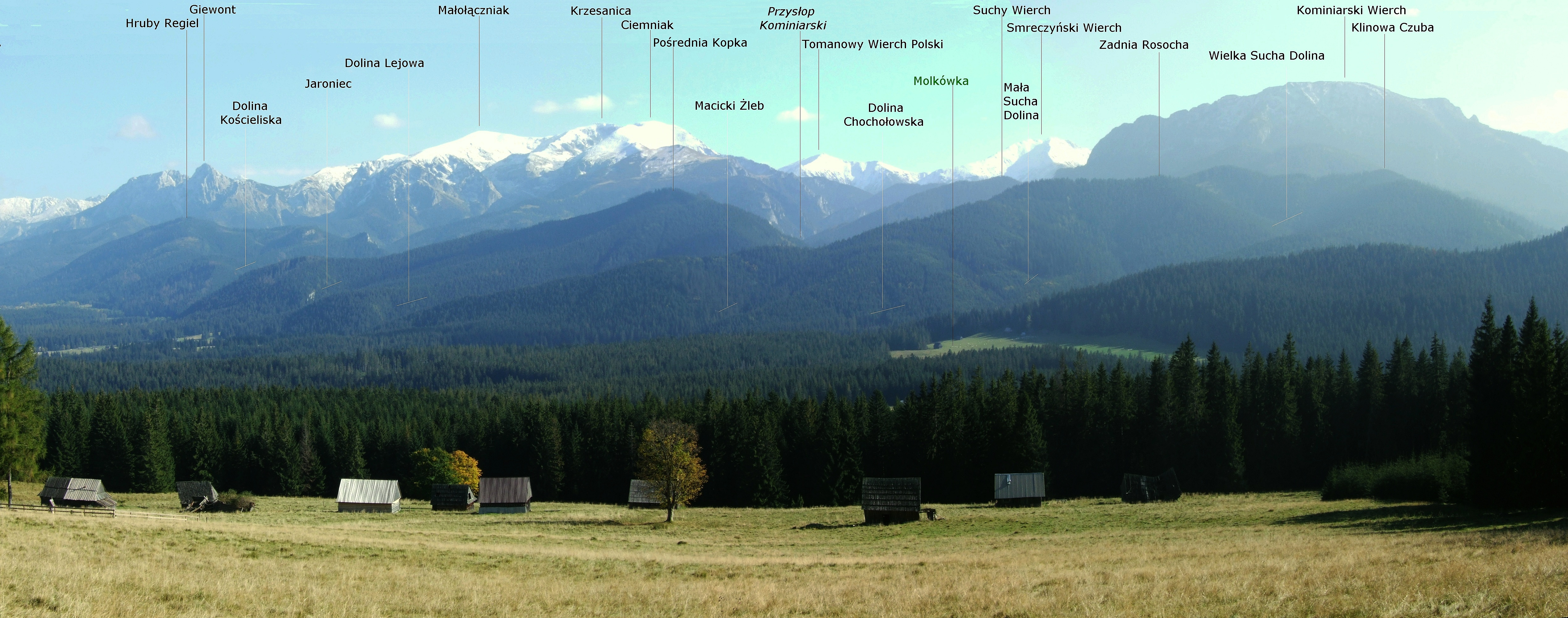
Polana Koszarzyska i widok na Tatry

Koszarzyska – duża polana reglowa na Przysłopie Witowskim (1164 m) w Orawicko-Witowskich Wierchach. Administracyjnie należy do miejscowości Witów w powiecie tatrzańskim. Znajduje się na mało stromych, południowo-wschodnich stokach Przysłopu Witowskiego, na wysokości około 1010–1100 m n.p.m. Z dolnej części wypływa kilka strumyków, które uchodzą do potoku Przybylanka spływającego do Czarnego Dunajca.
Nazwa polany pochodzi od wołoskiego słowa koszar i w gwarze ludowej wymawiana jest jako kosarzysko. Na polanie znajduje się kilka szałasów i szop i jest ona użytkowana. Z polany rozległy widok na Pogórze Spisko-Gubałowskie, Rów Podtatrzański i Tatry. Wiosną masowo zakwitają na niej krokusy.

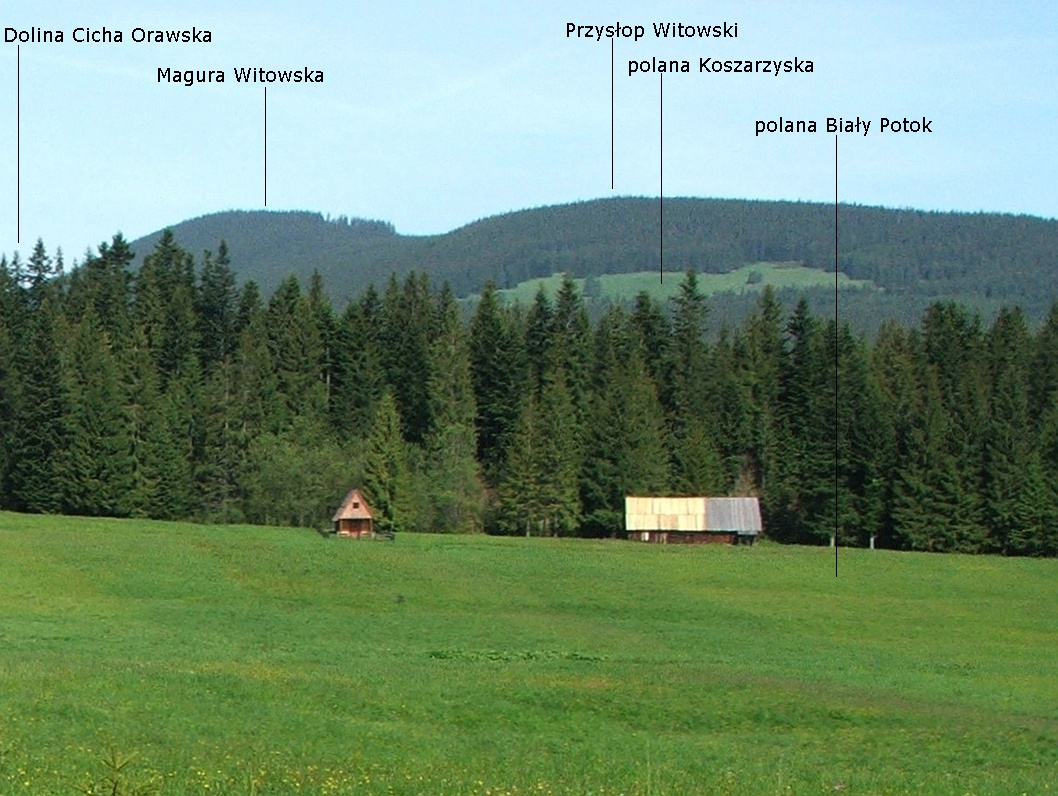
Widok na polanę Koszarzyska z polany Biały Potok